# Amalia von Forstmeister
Amalia von Forstmeister (fälschlicherweise auch Forstmeisterin von Gelnhausen; † 21. September 1541) war von 1529 bzw. 1530 bis 1541 die vorletzte Äbtissin des Benediktinerinnenklosters in Kitzingen vor dessen Aufhebung.

## Das Kloster vor Amalia
Die Abtei Kitzingen, die bis ins 11. Jahrhundert ein Reichskloster gewesen war, verlor im Laufe des Mittelalters viele ihrer Rechte. Im Schatten der Abtei stiegen die Klostervögte immer weiter auf. Kloster und Siedlung gelangten immer mehr in den Machtbereich der Markgrafen von Brandenburg-Ansbach. Die Markgrafen führten nach 1517 die Reformation in ihrem Gebiet ein. Die Äbtissinnen versuchten in der nun feindlichen Umgebung weiterhin ihrem religiösen Alltag nachzugehen. 1525 wurden die Abteigebäude während des Deutschen Bauernkrieges schließlich zerstört und geplündert.

## Leben
Amalia von Forstmeister entstammt dem fränkischen Rittergeschlecht Forstmeister. Über die Jugend und Ausbildung der Amalia ist nichts bekannt, erstmals urkundlich erwähnt wird sie als Obleischwester von Kitzingen im Jahr 1527. Wenige Jahre nach den Zerstörungen des Deutschen Bauernkrieges waren die Spuren des Angriffs noch immer sichtbar. Der Konvent der Abtei bestand bei ihrer Wahl aus nur sieben Konventualinnen. Durch die Reformation, die in Kitzingen immer mehr Anhänger gewann, blieb auch der Klosternachwuchs aus.
Nach dem Tod der Katharina von Fronhofen 1529 wurde eine Neuwahl nötig. Eigentlich war klar, dass aus dieser Amalia von Forstmeister als Äbtissin hervorgehen musste. Um die ordentliche Klosterzucht weiter zu unterlaufen, ließ Markgraf Georg von Brandenburg-Ansbach sie jedoch zuerst nur als Verwalterin im Kloster tätig sein. Erst der Widerstand der Konventualinnen, allen voran Margareta und Sybilla von Leonrod und Magdalena Leinleuterin, ermöglichte eine reguläre Wahl. Diese fand zwischen dem 6. September und dem 14. November 1530 statt.
Die Schwierigkeiten, die diese Situation mit sich brachte, wurde auch in den Amtshandlungen der Amalia als Äbtissin deutlich. Nur ein Jahr nach ihrer Wahl schrieb sie in einem Brief an den befreundeten Adeligen Christoph von Fronhofen, dass der Amtmann Ludwig von Hutten die Nonne Veronica von Hund als Hure bezeichnet habe und gewaltsam gegen die Nonnen vorging. Sie selbst setzte sich deshalb bei der markgräflichen Regierung in Ansbach mehrfach für die Ernennung von Philipp Seubot zum neuen Schultheiß ein, der dem Kloster wohlgesonnen war. Nachdem sich die Markgrafen weiterhin weigerten, der neuen Äbtissin ihren Segen zu erteilen, wurde der Konflikt vor dem kaiserlichen Kammergericht in Speyer ausgetragen.
Am 24. Oktober 1531 erging schließlich der Befehl durch Kaiser Karl V., dass Amalia rechtmäßige Äbtissin sei. Sie erhielt im Jahr 1532 die päpstliche Bestätigung. Im Jahr 1533 konnte sie sogar vom Bamberger Bischof Weigand von Redwitz benediziert werden. Die juristischen Auseinandersetzungen verschlangen allerdings große Summen an Geld und ließen den Wiederaufbau stocken. Unter Äbtissin Amalia wurden immerhin die Keller- und Keltergebäude neu aufgebaut, die heute Teil des Kitzinger Landratsamts sind. Die Äbtissin legte großen Wert auf die wenigen Gerichtsrechte, die dem Kloster noch verblieben waren und führte über das Asylrecht immer wieder Streit mit dem Rat der Stadt Kitzingen. 
Innerhalb des kleinen Konventes kam es über die künftige Ausrichtung der Abtei zu Streit. Während die Konventualinnen um Margareta von Leonrod eine Unterordnung unter die markgräfliche Oberhoheit befürworteten, versuchte die Äbtissin Kontakt mit dem Würzburger Fürstbischof aufzunehmen. Bereits 1532 führte dieser Streit zu einer weiteren Verkleinerung des Konventes, weil Osanna Stieberin und Rosina von Egloffstein das Kloster in Richtung Wässerndorf verließen. Obwohl in der Folgezeit ein Besuch in Ansbach erfolgte und der Streit beigelegt wurde, blieben die beiden Nonnen dem Kloster weiter fern. Amalia von Forstmeister starb am 21. September 1541, dem Dienstag nach Kreuzerhöhung, wobei bei ihrem Tod nur noch eine Konventualin im Kloster verblieb.